# SM Tb 63T
SM Tb 63T – austro-węgierski torpedowiec z początku XX wieku i okresu I wojny światowej, czternasta jednostka typu Kaiman. Do 1913 roku nosił nazwę Greif, od roku 1917 sam numer 63 (skrót przed numerem SM Tb oznaczał Seiner Majestät Torpedoboot – torpedowiec Jego Cesarskiej Mości).

## Historia
Stępkę pod budowę okrętu położono w stoczni STT w styczniu 1907 roku, kadłub wodowano 8 lipca tego roku, a okręt oddano do służby 20 marca 1909 roku. Wraz z budowanym równolegle „Drache” stanowiły ostatnie torpedowce tego typu zbudowane w Trieście. Początkowo nosił nazwę „Greif” (gryf), lecz od 1 stycznia 1914 roku zastąpiono ją przez alfanumeryczne oznaczenie 63 T („T” oznaczało, że okręt zbudowano w Trieście). Rozkazem z 21 maja 1917 roku z oznaczenia torpedowca usunięto ostatnią literę i do końca wojny nosił on tylko numer 63. 
Okręt brał udział w I wojnie światowej. W dniu 20 grudnia 1914 roku brał udział w zatopieniu w Poli francuskiego okrętu podwodnego „Curie”.
Po wojnie okręt w ramach podziału floty Austro-Węgier przekazano Wielkiej Brytanii, która sprzedała go w 1920 roku włoskiej stoczni złomowej.

## Opis
Tb 63 wyposażony był w dwa kotły parowe typu Yarrow. Współpracowały one z jedną pionową maszyną parową potrójnego rozprężania. Okręt uzbrojony był w cztery armaty kalibru 47 mm L/33 oraz trzy wyrzutnie torped kalibru 450 mm. W 1915 roku uzbrojenie wzmocniono pojedynczym karabinem maszynowym Schwarzlose 8 mm.